# ذخیره‌گاه طبیعی نوروزیم
حفاظتگاه طبیعی دولتی نوروزیم (قزاقی: Наурызым мемлекеттік табиғи қорығы، ناۋرىزىم مەملەكەتتىك تابيعي قورىعى) یک ذخیره گاه طبیعی در قزاقستان است. این سایت بخشی از سایت میراث یونسکو ساری‌آرقا و دریاچه‌های شمال قزاقستان است که مساحت ان ۳٬۰۸۱ کیلومتر مربع (۱٬۱۹۰ مایل مربع) است و از استپ‌ها، نیمه بیابانی و جنگل‌ها محافظت می‌کند.

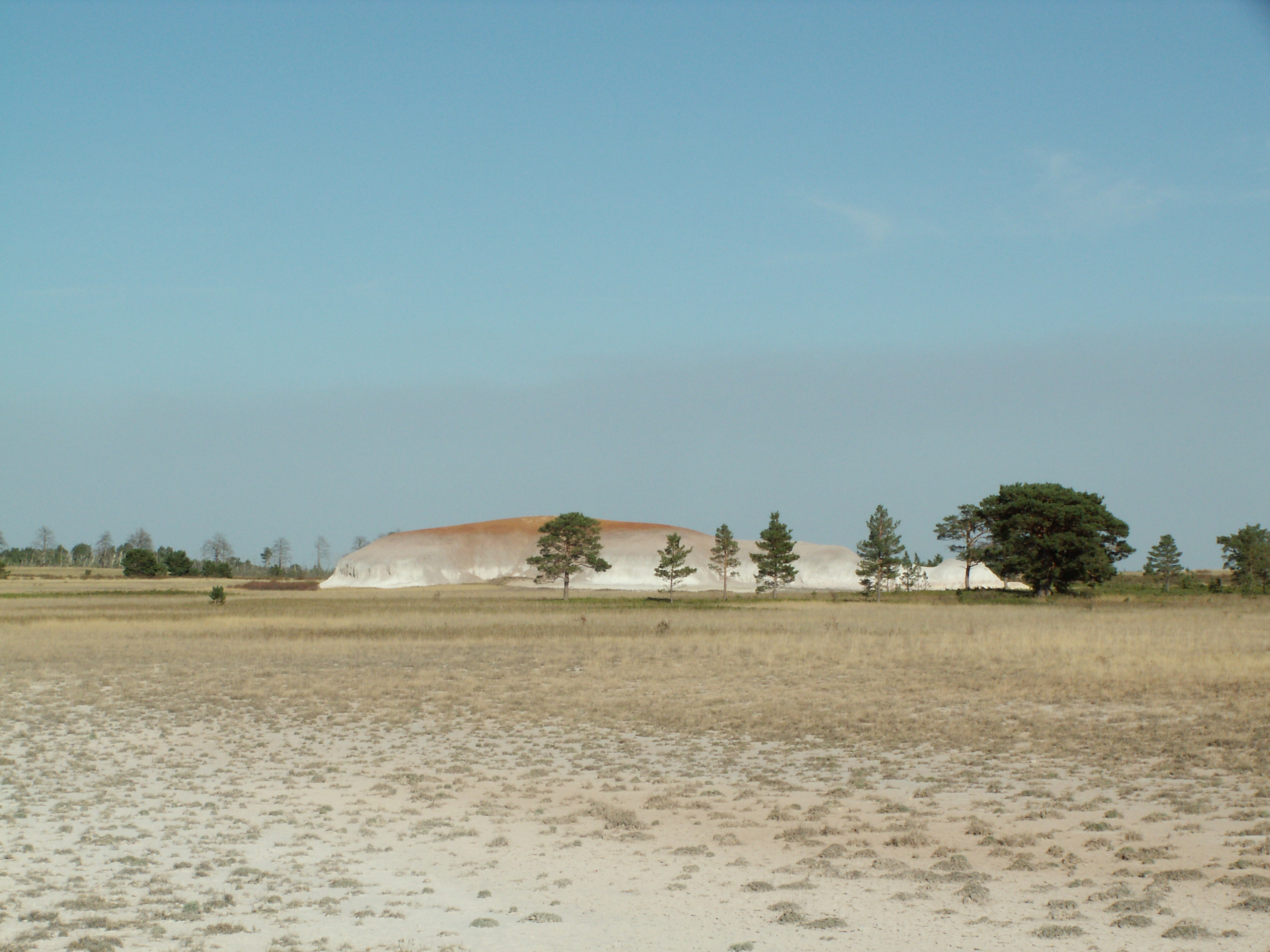
ذخیره گاه طبیعی نوروزیم

## اندازه
این ذخیره‌گاه در بخش مرکزی فلات تورغای در منطقه استپی قزاقستان واقع شده‌است که شامل سه دسته از مناطق اصلی است که توسط مناطق حائل احاطه شده و از طریق یک اکو کوریدور محافظت شده به هم متصل شده‌اند. مساحت هسته حدود ۱٫۹۱۰ کیلومتر مربع (۰٫۷۳۷ مایل مربع)؛ منطقه حائل حدود ۱٫۱۶۷ کیلومتر مربع (۰٫۴۵۱ مایل مربع) است.